# Project DMM
Project DMM（プロジェクト・ディー・エム・エム）は、日本の音楽ユニット。特撮作品シリーズ『ウルトラシリーズ』の楽曲を手掛ける。
ユニット名のDMMは「Dream Miracle Messenger」の略である。

## 概要
1999年、大門一也・松原剛志・前田達也の3名で結成。同年「ウルトラマン・ベストヒットメドレー!」でデビュー。
2000年に前田達也が脱退（円谷プロダクションを退社）し代わってKATSUMIが加入。前田在籍時代の楽曲のいくつかは、後にKATSUMIを含む新メンバーで再レコーディングされている。
2007年末に所属事務所であった円谷ミュージックが再編されたことを受けてT.M.Labに所属となるが、2009年ごろより活動休止となる。なお、2009年以降のウルトラシリーズの主題歌・挿入歌には、DMMの後継ユニットにあたるvoyagerが主に起用されている。
活動休止後も断続的にメンバー間でProject DMMに関連する活動の様子は見られていたが、2013年にライブイベント「スーパーヒーロー魂2013"夏の陣"」への出演でユニットとして再始動することが発表され、2016年には「新ウルトラマン列伝」の主題歌をvoyagerとともに担当し、完全復活を遂げた。

### メンバー
いずれもM57環状星雲アルファー星の地球外生命体の個体という設定。
大門一也(ミスターダイモン)
ユニットのリーダー。イメージカラーはブルー。ウルトラシリーズの楽曲には、Project DMM参加以前に『ウルトラマンガイア』主題歌を田中昌之とのユニットで歌唱している。Project DMMでは多数の楽曲で作詞・作編曲も担当している。2004年6月16日時点の設定年齢は5920歳。
松原剛志(松原)
イメージカラーはレッド。スーパー戦隊シリーズ関連楽曲のユニット「Project.R」にも参加。他、アニソンを多数歌唱する他、俳優としても活動。2004年6月16日時点の設定年齢は1279歳。
KATSUMI
イメージカラーはイエロー。2000年に前田達也に代わり加入。ユニットでは歌唱のほか、『ウルトラマンコスモス』エンディングテーマ「心の絆」など一部楽曲の作詞・作曲も手がけている。ソロ活動も盛んに行っている。2004年6月16日時点の設定年齢は4022歳。

### 旧メンバー
前田達也
2000年に脱退。ウルトラシリーズには、Project DMM結成以前に『ウルトラマンパワード』や『ウルトラマンダイナ』に楽曲歌唱で携わっている。1999年リリースの「ウルトラマン・ベスト・ヒットメドレー!」と「ウルトラマンナイス」にのみ歌唱参加している。

## 代表曲
『ウルトラマンナイス』（1999年）
- 「ウルトラマンナイス」（テーマソング）
  - 作詞：里乃塚玲央 / 作曲：小杉保夫 / 編曲：MANTA
  - オリジナル楽曲としてはこの曲がデビュー曲となる。
  - 2004年にはKATSUMIヴァージョンで再録音され、2016年発売の「ウルトラマン 主題歌・挿入歌 大全集　Ultraman Songs Collected Works」で「ウルトラマンナイス(Version2004)」とのタイトルで初CD化。

OV『ウルトラマンネオス』（2000年）
- 「ウルトラマンネオス TYPE 2001」（オープニングテーマ）
  - 作詞：松井五郎 / 作曲：鈴木キサブロー / 編曲：大門一也
- 「IN YOUR HEART」（エンディングテーマ）
  - 作詞：松井五郎 / 作曲・編曲：大門一也 / 歌：松本梨香 with Project DMM
- 「ウルトラセブン21 TYPE 2001」（挿入歌）
  - 作詞：松井五郎 / 作曲：鈴木キサブロー / 編曲：大門一也

OV『ウルトラマンティガ外伝 古代に蘇る巨人』（2001年）
- 「鼓動 〜for TIGA〜」（主題歌）
  - 作詞：KATSUMI / 作曲・編曲：大門一也

『ウルトラマンコスモス』（2001年）
- 「Spirit」（オープニングテーマ）
  - 作詞：松井五郎 / 作曲：KATSUMI / 編曲：小西貴雄
- 「ウルトラマンコスモス 〜君にできるなにか」（初代エンディングテーマ）
  - 作詞：松井五郎 / 作曲：鈴木キサブロー / 編曲：京田誠一
- 「心の絆」（2代目エンディングテーマ）
  - 作詞・作曲：KATSUMI / 編曲：大門一也
- 「Touch the Fire」（挿入歌）
  - 作詞：KATSUMI / 作曲・編曲：大門一也
- 「ワンダバ チームEYES」（挿入歌） - コーラスを担当
  - 作詞・作曲：冬木透
- 「ECLIPSE」（イメージソング）
  - 作詞・作曲：KATSUMI / 編曲：大門一也
- 「僕達のエネルギー」（挿入歌）
  - 作詞・作曲・編曲：大門一也
- 「光の伝説」（イメージソング）
  - 作詞・作曲：KATSUMI / 編曲：京田誠一
- 「Christmas for everyone」（イメージソング）
  - 作詞：KATSUMI / 作曲・編曲：大門一也
- 「Never Stop Dream」（イメージソング）
  - 作詞・作曲：松原剛志 / 編曲：大門一也
- 「Can We Live? 〜手をとりあって〜」（イメージソング）
  - 作詞：KATSUMI / 作曲・編曲：大門一也
- 「JAST A HERO」（イメージソング）
  - 作詞・作曲・編曲：大門一也
- 「Power of Love」（イメージソング）
  - 作詞・作曲・編曲：大門一也

映画『新世紀ウルトラマン伝説』（2002年）
- 「ウルトラマン伝説」（主題歌）
- 「空想少年」（挿入歌）
  - 作詞：松井五郎 / 作曲：鈴木キサブロー / 編曲：矢野立美

映画『ウルトラマンコスモスVSウルトラマンジャスティス THE FINAL BATTLE』（2003年）
- 「High Hope」（主題歌）
  - 作詞・作曲：KATSUMI / 編曲：大門一也

映画『新世紀2003ウルトラマン伝説THE KING’S JUBILEE』（2003年）
- 「KIMINIDEKIRU-NANIKA」（挿入歌）
  - 歌：Project DMM, 烈火斬

『ウルトラマンボーイのウルころ』（2003年）
- 「僕たちのヒーロー」（主題歌）
  - 作詞・作曲・編曲：大門一也

雑誌掲載作品『ウルトラマンノア』（2004年）
- 「NOA 奇跡をその手に」（イメージソング）
  - 作詞・作曲：円谷一美 / 編曲：大門一也
- 「NOA Nostalgia」（イメージソング）
  - 作詞・作曲・編曲：円谷一美

『ウルトラマンネクサス』（2004年）
- 「Fight the Future 〜ウルトラマンネクサスのテーマ〜」（イメージソング）
  - 作詞：松井五郎 / 作曲：川井憲次 / 編曲：籠島裕昌
- 「光の絆」（イメージソング）
  - 『テレビマガジン』2005年3月号（講談社）に特別付録として付属したストーリーCD「ウルトラヒーローvs怪獣軍団」に収録。

『ウルトラマンマックス』（2005年）
- 「ウルトラマンマックス」（オープニングテーマ）
  - 作詞：及川眠子 / 作曲・編曲：高梨康治 / 歌：TEAM DASH with Project DMM
- 「NO LIMITED」（イメージソング）
  - 作詞・作曲・編曲：大門一也
- 「TO THE MAX」（イメージソング）
  - 作詞・作曲・編曲：大門一也
- 「チャンスをこの手に」（イメージソング）
  - 作詞・作曲：大門一也 / 編曲：籠島裕昌
- 「輝ける世界へ」（イメージソング）
  - 作詞・作曲・編曲：大門一也
- 「サンダーストーム」（イメージソング）
  - 作詞・作曲：KATSUMI / 編曲：大門一也
- 「ウルトラの奇跡」（イメージソング）
  - 作詞・作曲・編曲：大門一也
- 「怪獣レクイエム2005」（イメージソング）
  - 作詞・作曲・編曲：大門一也
- 「明日になれば」（イメージソング）
  - 作詞・作曲：KATSUMI / 編曲：大門一也
- 「ウルトラマン音頭」（イメージソング）
  - 作詞・作曲・編曲：大門一也

『ウルトラマンメビウス』
- 「ウルトラマンメビウス」（オープニングテーマ）
  - 作詞：松井五郎 / 作曲：鈴木キサブロー / 編曲：京田誠一 / 歌：Project DMM with ウルトラ防衛隊
- 「Run through!〜ワンダバ「CREW GUYS」」（挿入歌）
  - 作詞：満田かずほ / 作曲・編曲：冬木透 / 歌：Project DMM with TMC
- 「Radiance〜ウルトラマンヒカリのテーマ〜」（挿入歌）
  - 作詞・作曲：高取ヒデアキ / 編曲：籠島裕昌
- 「誓いを君に」（挿入歌）
  - 作詞・作曲・編曲：大門一也
- 「ウルトラの奇跡」（挿入歌）
  - 作詞・作曲・編曲：大門一也
  - 元は『ウルトラマンマックス』の未使用曲。
- 「スクランブル」（挿入歌） - コーラスを担当
  - 作詞・作曲：冬木透
- 「HEROES!」（イメージソング）
  - 作詞：高取ヒデアキ / 作曲：佐橋俊彦 / 編曲：籠島裕昌
- 「ウルトラ六兄弟」（イメージソング）
  - 作詞：阿久悠 / 作曲：川口真 / 編曲：山本健司
- 「ウルトラマン音頭2006」（イメージソング）
  - 作詞・作曲・編曲：大門一也
- 「つくろう!! ウルトラマンケーキ!!」（イメージソング）
  - 作詞・作曲：KATSUMI / 編曲：大門一也

『ウルトラギャラクシー大怪獣バトル』（2007年）
- 「エターナル・トラベラー」（オープニングテーマ）
  - 作詞・作曲・編曲：大門一也

『新ウルトラマン列伝』 (2016年）
- 「ウルトラマンX」（第131話 - 第142話）
  - 作詞：おちまさと / 作曲・編曲：小西貴雄 / 歌：ボイジャー feat. Project DMM
- 「Unite ～君とつながるために～」（第143話 - 第155話）
  - 作詞：TAKERU、瀬下千晶 / 作曲・編曲：小西貴雄 / 歌：ボイジャー feat. Project DMM

企画ソング
- ウルトラマン・ベスト・ヒットメドレー!（1999年2月21日発売）
  - ウルトラマンからウルトラマンガイアまでの主題歌をメドレー形式でまとめた楽曲。
  - 「ウルトラマンナイス」と同じく、この楽曲も前田達也バージョンとKATSUMIバージョンがあり、後者は「鼓動～for TIGA～」のカップリングとしてリリースされた。
- ウルトラマン誕生35周年アルバム「大好きウルトラマン」ウルトラマンオールディーズ（2002年4月24日発売）
  - ウルトラシリーズの楽曲を、オールディーズ・ロック風にアレンジしたアルバム。
  - 2006年12月6日発売の「ウルトラマン オールディーズ [スペシャル･エディション]」で再録。
- シュワッチ! 〜明日への冒険〜（2002年7月20日発売）
  - 歌：円谷オールスターズバンド / 作詞・作曲・編曲：大門一也
- ウルトラマンタロウ親子体操（2007年6月8日初回放送）
  - ファミリー劇場でオンエア[5]。
  - 2016年発売の「ウルトラマン 主題歌・挿入歌 大全集　Ultraman Songs Collected Works」で初CD化。

## ディスコグラフィー

### シングル
|     | 発売日                        | タイトル                     | 規格品番            | レーベル                                                           |
| --- | ----------------------------- | ---------------------------- | ------------------- | ------------------------------------------------------------------ |
| 1st | 1999年12月18日 2000年07月12日 | ウルトラマンナイス           | APDM-5067 TYCY-7001 | バンダイ・ミュージックエンタテインメント EMIミュージック・ジャパン |
| 2nd | 2000年10月21日                | ウルトラマンネオス e.p.ACT-1 | VPCD-82137          | バップ                                                             |
| 3rd | 2000年11月18日                | 鼓動～for TIGA～             | COCC-15372          | 日本コロムビア                                                     |
| 4th | 2001年07月20日                | Spirit                       | CODC-1981           | 日本コロムビア                                                     |
| 5th | 2002年03月30日                | 心の絆                       | CODC-2029           | 日本コロムビア                                                     |
| 6th | 2003年06月25日                | High Hope                    | CODC-2113           | 日本コロムビア                                                     |
| 7th | 2005年07月20日                | ウルトラマンマックス         | COCC-15785          | 日本コロムビア                                                     |
| 8th | 2006年05月24日                | ウルトラマンメビウス         | COCC-15887          | 日本コロムビア                                                     |
| 9th | 2007年12月19日                | Eternal Traveller            | COCC-16046          | 日本コロムビア                                                     |